# かぼちゃパン

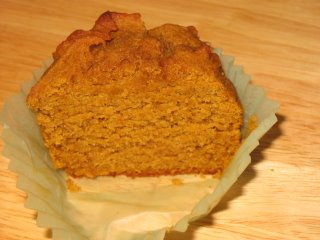
かぼちゃパン

かぼちゃパンまたはパンプキンブレッド（英語: pumpkin bread）は、カボチャを主な材料とした、速成パンの一種。
カボチャは、使用する前に調理して柔らかくする他、単にパンと一緒に焼く。缶詰のカボチャを使用すると、調理が簡単になる。他にはナッツ（クルミなど）とレーズンが加えられることもある。
カボチャパンは通常、カボチャの旬となる晩秋によく作られる。缶詰のカボチャから作ることもできるが、カボチャの味がより強くなる。